# 裸のマハ (映画)
『裸のマハ』（はだかのマハ、Volavérunt）は1999年に製作されたスペイン・フランスのサスペンス映画。フランシスコ・デ・ゴヤの代表作である絵画「裸のマハ」を題材にしている。

## キャスト
| 役名                           | 俳優                         | 日本語吹替 |
| ------------------------------ | ---------------------------- | ---------- |
| ペピータ・トゥドー             | ペネロペ・クルス             | 湯屋敦子   |
| カイエターナ（アルバ公爵夫人） | アイタナ・サンチェス＝ギヨン | 山像かおり |
| フランシスコ・デ・ゴヤ         | ホルヘ・ペルゴリア           | 諸角憲一   |
| マヌエル・デ・ゴドイ           | ジョルディ・モリャ           | 入江崇史   |
| 王妃マリーア・ルイーサ         | ステファニア・サンドレッリ   | 野沢由香里 |
| 国王カルロス四世               | カルロス・ラ・ローサ         | 伊藤和晃   |
| 皇太子フェルナンド七世         | ゾエ・ベリアトゥア           |            |
| ピニャテリ                     | ジャン＝マリー・ホアン       |            |
| グロニャール                   | オリヴィエ・アシャール       | 佐藤晴男   |